# Ancognatha atacazo
Ancognatha atacazo är en skalbaggsart som beskrevs av Kirsch 1885. Ancognatha atacazo ingår i släktet Ancognatha och familjen Dynastidae. Inga underarter finns listade i Catalogue of Life.